# Kulkwitzer See
Der Kulkwitzer See, umgangssprachlich auch Kulki genannt, ist ein See im Mitteldeutschen Seenland, der aus zwei ehemaligen Braunkohletagebauflächen südwestlich von Leipzig hervorgegangen ist. Ab 1864 wurde hier Kohle gefördert, zunächst untertägig und ab 1937 im Tagebau. Die beiden Tagebaurestlöcher wurden ab dem Jahr 1963 geflutet und im Jahr 1973 als Naherholungsgebiet geöffnet.

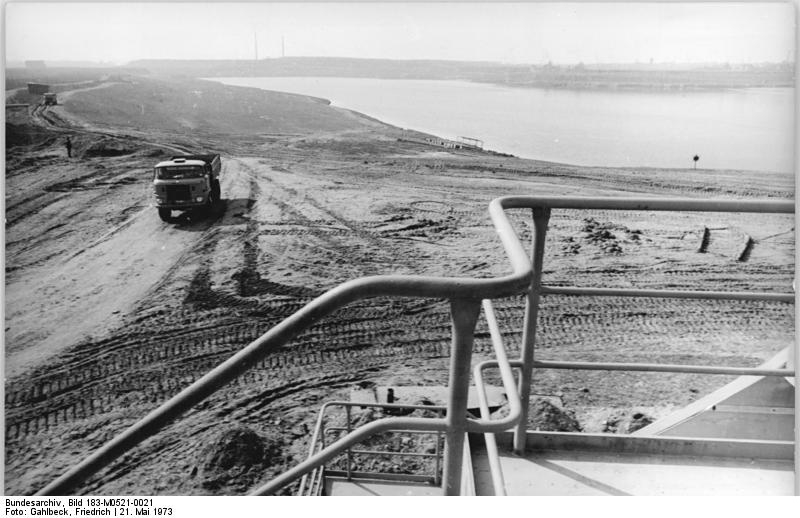
Erdarbeiten am Kulkwitzer See, Mai 1973

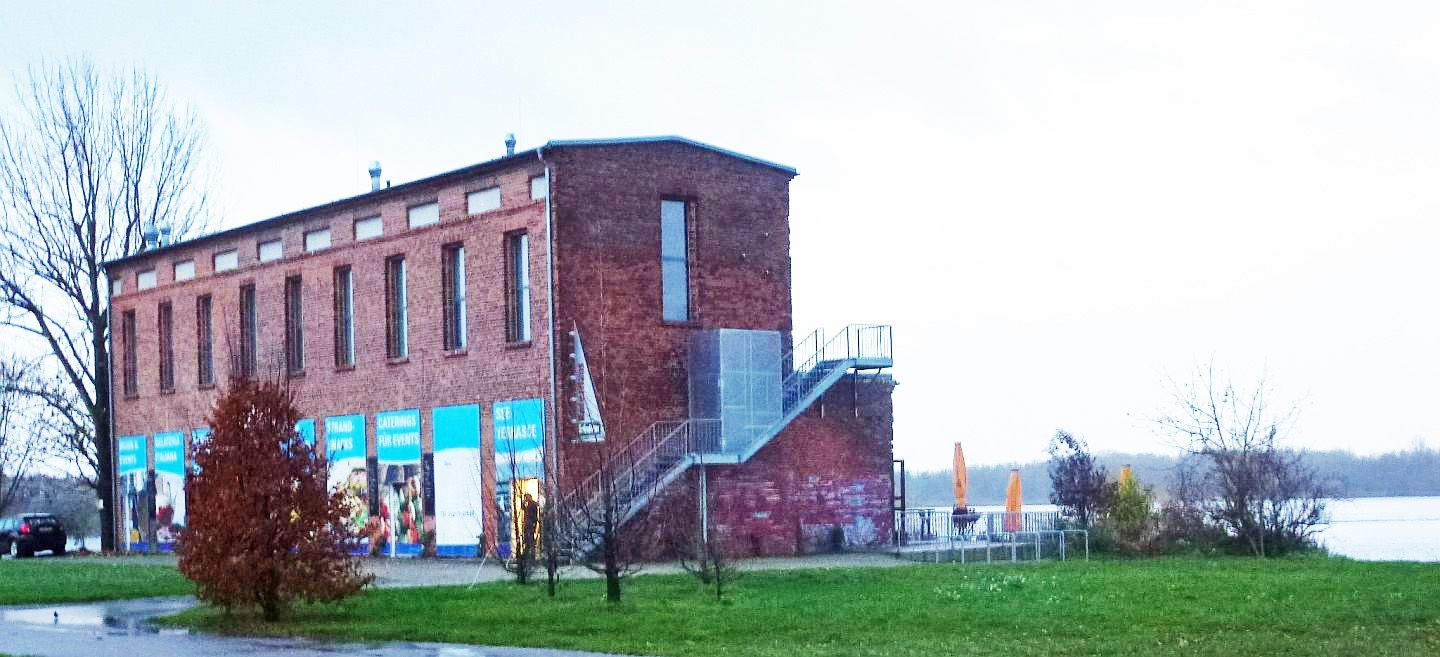
Rotes Haus

## Lage
Der See liegt östlich von Markranstädt bzw. nördlich vom Markranstädter Ortsteil Göhrenz, südlich vom Leipziger Stadtteil Miltitz sowie westlich von den Leipziger Stadtteilen Grünau und Lausen (siehe auch: Grünau-Nord und Lausen-Grünau). Benannt ist er nach dem Ort Kulkwitz, der 1999 Ortsteil von Markranstädt wurde.

## Touristische Einrichtungen
Es gibt umfangreiche touristische Einrichtungen: mehrere Badestrände – am Westufer auch ein behindertengerechter, einen Rundwanderweg, eine Schiffsgaststätte, die Gaststätte Rotes Haus (ehem. Schaltzentrale des Tagebaus) sowie weitere Gaststätten und Imbisse, einen Campingplatz, eine Sauna, einen Hochseilgarten, einen Rodelhügel, Möglichkeiten zum Tauchen, Segeln, Bootfahren und Surfen. 2018 wurde der Radweg um den See übergeben.

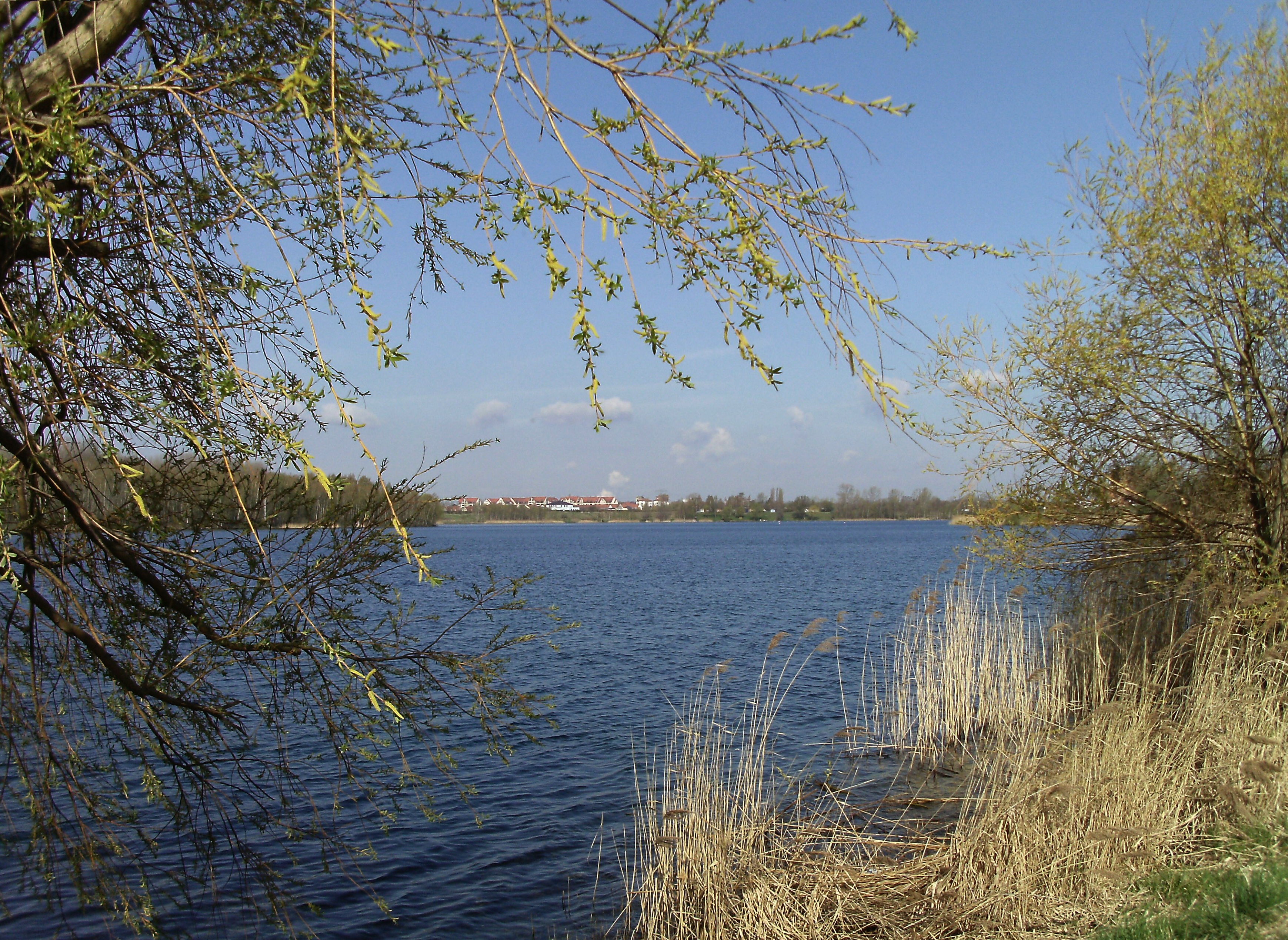
Blick von Lausen nach Markranstädt

## Betreibung
Von 1993 bis 2021 wurde der See in der Verantwortung des Zweckverbandes Kulkwitzer See betrieben. Zuletzt gehörten diesem Verband zwei Städte an – Leipzig und Markranstädt. Vorsitzender war der jeweilige Bürgermeister von Markranstädt. Im Jahr 2003 hat der Zweckverband den Betrieb des Sees an eine externe private Wirtschaftsagentur – die LeipzigSeen GmbH mit Sitz in Leipzig – ausgelagert.

## Tauchen und sportliche Aktivitäten

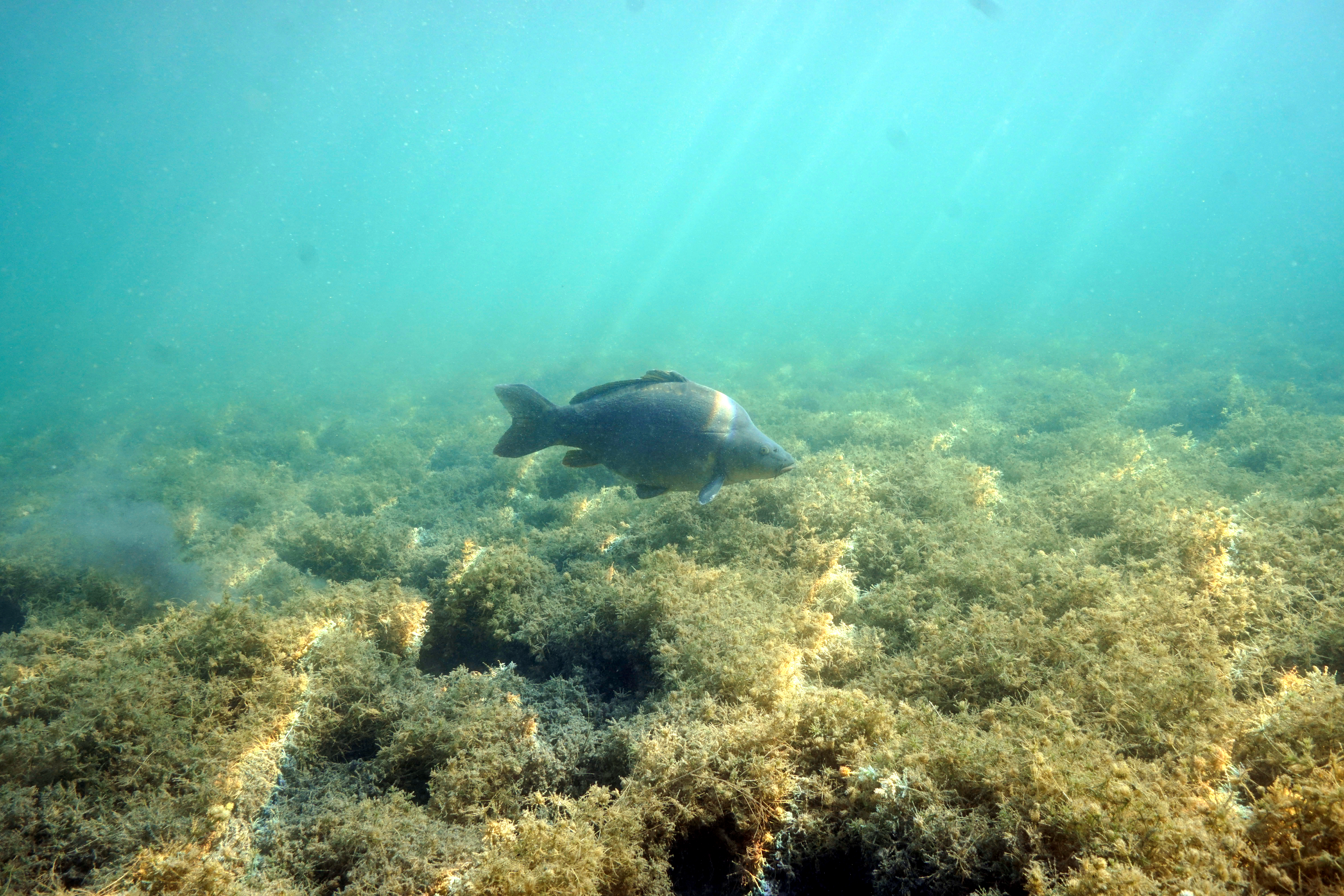
Karpfen über einem Grundrasen aus Characeen (Armleuchteralgen)

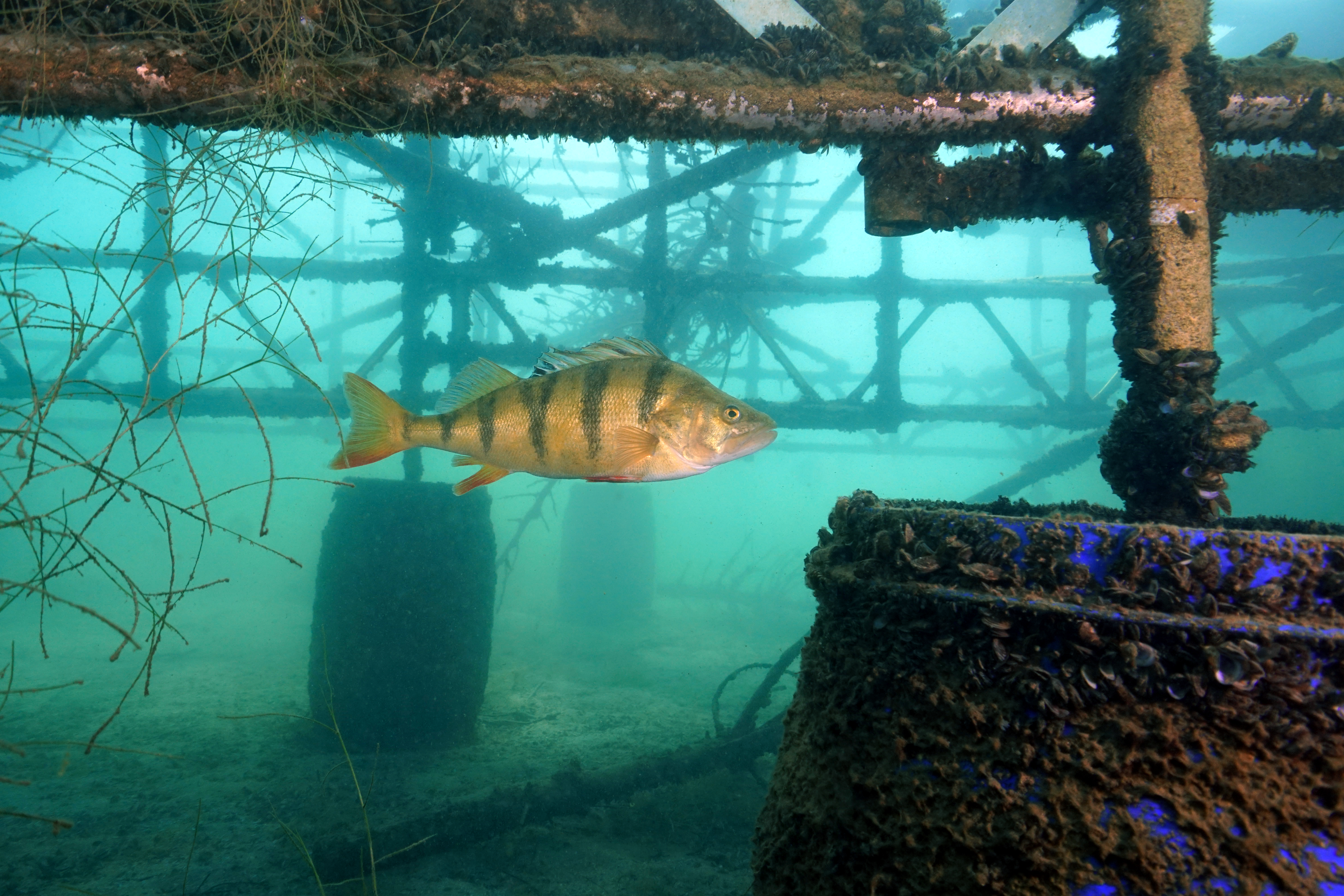
Barsch an versenktem Baugerüst

Seit den 1970er Jahren finden hier auch Marathon- und Triathlonveranstaltungen, Seefeste und andere Sportveranstaltungen statt.
Der See gilt aufgrund seiner Unterwasserflora und -fauna und seiner guten Sichttiefen als eines der besten zehn Tauchgewässer Deutschlands und zieht jährlich etwa 35 000 Übernachtungen von Touristen, vornehmlich Tauchern aus ganz Deutschland und Europa, an. Speziell für Taucher bieten sich unter Wasser mehrere Hotspots an: eine kleine Kapelle, ein Flugzeugwrack und ein aufgestelltes Baugerüst, die ehemals von der Bundeswehr zu Übungszwecken versenkt worden sind. Der Kulkwitzer See beherbergt verschiedene Fischarten wie z. B. Barsche, Hechte, Welse, Karpfen, Rotaugen, Aale, Kaulbarsche und Schleien.

## Verkehr
Der Kulkwitzer See ist mit öffentlichen Verkehrsmitteln gut erreichbar:
- Endstelle Lausen der Straßenbahn
- Endstelle der S-Bahn „Miltitzer Allee“
- sowie Buslinien.

Auf der Nordseite des Sees verläuft die Bundesstraße 87. An die Bundesstraße sind teils gebührenpflichtige Parkplätze sowohl auf der Markranstädter als auch auf der Leipziger Seite angeschlossen.
Auf der Trasse der abgebauten Bahnstrecke Leipzig-Plagwitz–Pörsten, die den Kulkwitzer See im Südosten tangiert, wurde der Elster-Saale-Radweg angelegt, der den Elster-Radweg mit dem Saale-Radweg verbindet.